# گنبد مصلی عتیق و ساباط و حسینیه مج
گنبدمصلی عتیق وساباط وحسینیه مج مربوط به سدهٔ ۸ ه.ق است و در یزد، بلوارامامزاده جعفر، خیابان ملااسماعیل، کوی مصلی واقع شده و این اثر در تاریخ ۲۷ بهمن ۱۳۷۸ با شمارهٔ ثبت ۲۵۹۴ به‌عنوان یکی از آثار ملی ایران به ثبت رسیده است.